# 夏欢
夏欢（Xia Huan，1992年1月30日—），湖南安化人，中国女子羽毛球运动员。

## 簡歷
2008年7月，夏欢獲派參加在吉隆坡舉行的亚洲青年羽毛球锦标赛，在女双項目与陆璐搭档杀入决赛，最终获得银牌。此外，她也代表中青队夺得混合团体賽冠军。同年10月，她又獲派參加浦那舉行的世界青年羽毛球錦標賽，在混合团体赛中贏得冠軍；之後，她又与陆璐合作，夺得女双铜牌。
2009年1月，夏欢通過選拔進入中國國家羽毛球隊二队。自印度羽毛球公開賽開始與汤金华拍檔出戰女雙，並在第一次配對已打進八强；其後成为了固定的女双搭配，並代表中國參加亚青赛和世青赛。其中，她在亞羅士打舉行的世界青年羽毛球錦標賽中，先代表中青队夺得混合团体賽冠军；後在女双决赛中，夥拍夏欢擊敗印尼组合，奪得冠軍。
2010年4月，夏欢與搭档汤金华出戰瓜達拉哈拉舉行的世界青年羽毛球錦標賽，雖然協助中國衛冕混合團體冠軍，卻於女双决赛中不敵隊友包宜鑫/区冬妮，屈居亞軍。同年，她們又贏得了印度羽毛球大獎賽冠軍及越南羽毛球公開賽亞軍。
2012年8月，夏欢在中国羽毛球俱乐部超级联赛代表湖南队对阵四川队，她在一次回球后倒地，左膝以一个“不可思议的角度”扭了一下；其後的检查结果显示，夏欢的左膝前十字韧带断裂，半月板等亦有不同程度的损伤。国家队遂安排她到德国进行手术及長時間的康復治疗。

## 主要比賽成績
只列出曾進入準決賽的國際賽事成績：
| 年份   | 賽事                     | 公開賽級別 | 項目     | 拍檔   | 成績   |
| ------ | ------------------------ | ---------- | -------- | ------ | ------ |
| 2008年 | 亞洲青年羽毛球錦標賽     | 其他       | 混合團體 | －     | 金牌   |
| 2008年 | 亞洲青年羽毛球錦標賽     | 其他       | 女子雙打 | 陆璐   | 銀牌   |
| 2008年 | 世界青年羽毛球錦標賽     | 其他       | 混合團體 | －     | 金牌   |
| 2008年 | 世界青年羽毛球錦標賽     | 其他       | 女子雙打 | 陆璐   | 銅牌   |
| 2009年 | 亞洲青年羽毛球錦標賽     | 其他       | 女子雙打 | 汤金华 | 金牌   |
| 2009年 | 亞洲青年羽毛球錦標賽     | 其他       | 混合雙打 | 刘沛轩 | 銀牌   |
| 2009年 | 世界青年羽毛球錦標賽     | 其他       | 混合團體 | －     | 金牌   |
| 2009年 | 世界青年羽毛球錦標賽     | 其他       | 女子雙打 | 汤金华 | 金牌   |
| 2009年 | 世界青年羽毛球錦標賽     | 其他       | 混合雙打 | 刘沛轩 | 銅牌   |
| 2010年 | 亞洲青年羽毛球錦標賽     | 其他       | 女子雙打 | 汤金华 | 金牌   |
| 2010年 | 世界青年羽毛球錦標賽     | 其他       | 混合團體 | －     | 金牌   |
| 2010年 | 世界青年羽毛球錦標賽     | 其他       | 女子雙打 | 汤金华 | 銀牌   |
| 2010年 | 越南羽毛球大獎賽         | 大獎賽     | 女子雙打 | 汤金华 | 亞軍   |
| 2010年 | 印度羽毛球大獎賽         | 大獎賽     | 女子雙打 | 汤金华 | 冠軍   |
| 2011年 | 中國羽毛球大師賽         | 超級賽     | 女子雙打 | 汤金华 | 冠軍   |
| 2011年 | 中國羽毛球首要超級賽     | 首要超級賽 | 女子雙打 | 汤金华 | 亞軍   |
| 2011年 | 中國羽毛球首要超級賽     | 首要超級賽 | 混合雙打 | 陶嘉明 | 準決賽 |
| 2011年 | 韓國羽毛球黃金大獎賽     | 黃金大獎賽 | 女子雙打 | 汤金华 | 準決賽 |
| 2012年 | 德國羽毛球黃金大獎賽     | 黃金大獎賽 | 女子雙打 | 汤金华 | 冠軍   |
| 2012年 | 全英羽毛球首要超級賽     | 首要超級賽 | 女子雙打 | 汤金华 | 準決賽 |
| 2012年 | 瑞士羽毛球黃金大獎賽     | 黃金大獎賽 | 女子雙打 | 汤金华 | 冠軍   |
| 2012年 | 泰國羽毛球黃金大獎賽     | 黃金大獎賽 | 女子雙打 | 汤金华 | 準決賽 |
| 2012年 | 印度羽毛球超級賽         | 超級賽     | 混合雙打 | 陶嘉明 | 準決賽 |
| 2014年 | 中國羽毛球國際挑戰賽     | 國際挑戰賽 | 混合雙打 | 张稳   | 亞軍   |
| 2014年 | 中國羽毛球大師賽         | 黃金大獎賽 | 混合雙打 | 王懿律 | 亞軍   |
| 2014年 | 亞洲羽毛球錦標賽         | 其他       | 女子雙打 | 钟倩欣 | 銅牌   |
| 2014年 | 亞洲羽毛球錦標賽         | 其他       | 混合雙打 | 张稳   | 銅牌   |
| 2014年 | 碧特博格羽毛球黃金大獎賽 | 黃金大獎賽 | 女子雙打 | 钟倩欣 | 準決賽 |
| 2015年 | 馬來西亞羽毛球首要超級賽 | 首要超級賽 | 女子雙打 | 田卿   | 準決賽 |
| 2015年 | 紐西蘭羽毛球黃金大獎賽   | 黃金大獎賽 | 女子雙打 | 钟倩欣 | 冠軍   |
| 2015年 | 紐西蘭羽毛球黃金大獎賽   | 黃金大獎賽 | 混合雙打 | 于小渝 | 亞軍   |

| 2007-2017年 | 首要超級賽 | 超級賽 | 黃金大獎賽 | 大獎賽 | 國際挑戰賽 | 國際系列賽 | 未來系列賽 | 其他 |

| 2018-2026年 | 總決賽 | 超級1000賽 | 超級750賽 | 超級500賽 | 超級300賽 | 超級100賽 | 國際挑戰賽 | 國際系列賽 | 未來系列賽 | 其他 |